# Dassault Breguet / Dornier Alpha Jet
L’Alphajet, ou Alpha Jet est un avion militaire de conception franco-allemande (Avions Marcel Dassault-Breguet Aviation (AMD-BA) - Dornier), destiné à l'entraînement ou à l'attaque au sol. Il a été construit à  512 exemplaires, utilisés par 16 pays différents.
En France, où il est surnommé « Gadget », il équipe la Patrouille de France depuis 1981.

## Historique

### D'une collaboration franco-britannique...
En 1965, alors que l'Armée de l'air française, la Luftwaffe allemande et la Royal Air Force britannique cherchent toutes les trois à remplacer leurs Fouga Magister, Lockheed T-33A, AMD-BA Mystère IVA, Fiat G.91R ou Hawker Hunter utilisés pour l'entraînement de leurs pilotes, la société Breguet remporte avec son projet Br-121 le concours français d'avion école combat et d'appui tactique (ECAT) lancé début 1964. En octobre 1964, les Britanniques établissent de leur côté une fiche-programme pour un appareil d'entraînement supersonique. Les deux projets se rapprochent début 1965 jusqu'à l'accord de coopération franco-britannique de 17 mai 1965 validant la construction d'un avion école en commun : le Jaguar, présenté conjointement par Bréguet et British Aerospace Corporation et équipé de deux turboréacteurs Rolls-Royce plc/Turbomeca Adour de plus de 2 000 kg de poussée à sec. L'Armée de l'air demande deux versions : une d’entraînement, une d’appui tactique, la Royal Air Force ne désire que la version d’entraînement. En mai 1966, la Société européenne pour la production de l'avion-école de combat et d'appui tactique (SEPECAT) est créée par Bréguet et British Aerospace Corporation. De droit français, elle est chargée de gérer le projet et recevoir les contrats. Un mois plus tard a lieu la fondation de la Rolls-Royce plc/Turbomeca Ltd (RRTM), de droit britannique, responsable de la mise au point et de la production des turboréacteurs Adour. La fabrication des prototypes du Jaguar est lancée en octobre 1966 et en mars 1967, l'Adour fait ses premiers tests au banc d'essai. Le 9 janvier 1968, le ministre français des Armées et le ministre britannique de la Défense signent à Londres une commande de quatre cents appareils pour les besoins à parts égales de l'Armée de l'air française et de la Royal Air Force. La sortie d'usine du Jaguar a lieu le 17 avril 1968. Courant d'année, alors qu'il effectue son premier vol, le programme Jaguar d’avion école est modifié et la RAF diminue sa commande d’avions d’entraînement au profit de la version d’appui tactique. En 1970, le programme Jaguar est une nouvelle fois modifié : la RAF ne veut plus d’avion d’entraînement, ce qui aboutit à l'avion d’appui tactique alourdi Jaguar.

### ... à un développement franco-allemand
Entre-temps, les constructeurs Avions Marcel Dassault-Breguet Aviation (AMD-BA) et Dornier se sont déjà rapprochés en juillet 1969 pour répondre au besoin d'avion d'entrainement subsonique.
Trois projets sont proposés :
- le TA501 de AMD-BA/Dornier développé en 1968 à partir des concepts de Breguet 126 et Dornier P.375[7] ;
- le E-650 Eurotrainer d'Aérospatiale/MBB, basé sur le fuselage du Messerschmitt 462 et de l'avion d'affaires Aérospatiale Corvette[8] ;
- le T-291 de VFW-Fokker d'une envergure de 8,05 m, d'une longueur de 11,795 m et d'une hauteur de 3,785 m devant atterrir à moins de 185 km/h sur moins de cinq cents mètres, doté d'un Snecma/Turbomeca Larzac, d'un General Electric J85-GE-4 ou d'un Pratt & Whitney Canada JT15D-3[9].

Le 23 juillet 1970, à l'issue d'une compétition acharnée, les deux gouvernements sélectionnent le TA501, qui prend alors le nom d'Alpha Jet. La version d'entraînement est désignée « E » tandis que celle d'attaque porte la lettre « A ».

## Prototypes

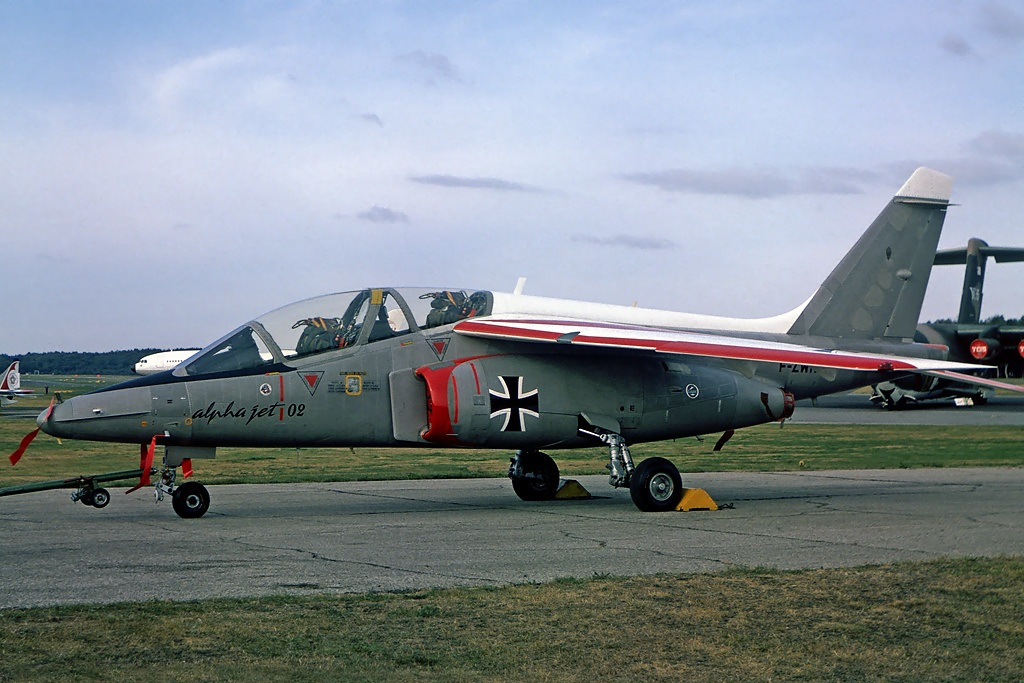
Alpha Jet no 2 au salon de Farnborough en septembre 1976.

Issu des études menées de chaque côté, le premier prototype de l'Alpha Jet s'envole le 26 octobre 1973. La France reçoit ses premiers avions en 1977 tandis que l'Allemagne, qui souhaitait plutôt une version d'attaque au sol attend 1978.

## Spécifications
L'Alpha Jet peut être armé d'un canon de 27 mm ou 30 mm en pod ventral, et emporter 2 500 kg de charge offensive. Le système d'armement et de navigation de la version de combat est efficace et précis, et permet une grande flexibilité dans les missions d'attaque. Ce système devient obsolète depuis l'apparition des avions de combat de 4e génération (Mirage 2000, F-16, etc.).
- Carburant maximal : 2 580 litres (avec réservoirs externes) ;
- Vitesse de décrochage : 204 km/h ;
- Vitesse d'approche : 216 km/h ;
- Distance de décollage (m) : 340 ;
- Distance d'atterrissage moyenne (m) : 500 ;
- Facteur de charge : +7,5 / −3 g ;
- Consommation : 700 à 800 kg de kérosène à l'heure.

L'Alpha Jet a été construit jusqu'en 1991 à un peu plus de 500 exemplaires (504 ou 512 suivant les sources) et a connu un certain succès à l'export. Les pilotes des armées de l'air française et belge font leur apprentissage du pilotage d'avion à réaction jusqu’en 2020 et en 2018 respectivement, grâce à cette machine.
Depuis 1981, 12 Alpha Jet sont affectés comme avions de présentation de la Patrouille de France, basée à Salon-de-Provence. Ils sont huit à être intégrés à la démonstration en vol, modifiés pour les besoins de la patrouille (fumigène en lieu et place du pod canon, démontage du viseur, phare de nez) et repeints aux couleurs nationales Bleu Blanc Rouge. L'Alpha Jet s'installe aussi dans le visuel de la patrouille, notamment le patch de la combinaison de ses pilotes et de ses mécaniciens.

## Variantes

### Versions opérationnelles
- Alpha Jet A : version d'attaque (cent soixante quinze exemplaires pour l'Allemagne, certains cédés ensuite au Portugal)
- Alpha Jet E : version d'entraînement (trois cent trois exemplaires pour huit pays)
- Alpha Jet E+ : version avec avionique améliorée (vingt neuf exemplaires convertis en Belgique)
- Alpha Jet MS1 et MS2 : versions d'attaque avec avionique améliorée pour l'Égypte et le Cameroun.

### Le projet VTX pour l'US Navy (1977-1983)
En 1975, l'US Naval Air Development Center (NADC) engage des études puis lance en septembre 1977 le concours VTX-TS (VTX : indiquant un avion à ailes fixes. TS : pour « training system »), visant à remplacer ses North American T-2 Buckeye et Douglas Aircraft Company TA-4F Skyhawk par un avion d'entraînement avancé. Associé à Lockheed le 24 juillet 1978, le groupement AMD-BA/Dornier propose une version peu modifiée de l'Alpha Jet A (train d'atterrissage renforcé et doté d'un diabolo, allongement du nez, etc). Après l'élimination d'une version améliorée du North American T-2 Buckeye, de l'Aermacchi MB-339, de projets de General Dynamics, Grumman/Beechcraft et Northrop/Vought, l'Alpha Jet est opposé au BAe Hawk.
Il est prévu qu'en cas de victoire Lockheed construise l'avion aux États-Unis avec AMD-BA et Dornier à raison de 350 exemplaires. Les réacteurs Turboméca/SNECMA Larzac doivent également être construits aux États-Unis par Teledyne CAE de Toledo (Ohio). Le projet est dirigé par Jacques Bonnet et Pierre Lasala pour AMD-BA et Peter Kania pour Dornier. La coordination avec Lockheed est assurée par Raymond Derimay (AMD-BA) et Steve Myers. Le concept de programme d'entraînement proposé par Lockheed prévoit la production de deux cent soixante et un avions, de trente neuf simulateurs et d'un système automatisé de gestion de la formation.
Du 8 au 25 septembre 1980, l'Alpha Jet A 58 (F-ZVAB), revêtu pour l'occasion d'une livrée spéciale jaune, bleue et blanche, effectue une tournée aux États-Unis. L'appareil est convoyé de France par Patrick Experton et Brad Spahr, pilote d'essais de Lockheed. Il vole sur les bases aéronavales de Pensacola (Floride), Meridian (Mississippi), Corpus Christi (Texas), Kingsville (Texas), et Beeville (Texas) ainsi que les bases aériennes d’Andrews (Maryland) et Randolph (Texas). L'appareil est présenté devant les membres du Congrès, du gouvernement, des officiers de haut rang, des spécialistes de l'entraînement et des pilotes instructeurs de la marine et de l'armée de l'air américaine. Le programme serré de démonstrations comprenait quatre à cinq vols quotidiens de présentation.
L'A 58 a effectué 88 vols en dix-huit jours ce qui représente un total d'environ 100 heures de vol. Soixante-sept pilotes américains ont pu essayer l'appareil à cette occasion. Le programme n'aboutit pas. Bien que la fiche programme de l'US Navy ait spécifié son exigence d'un biréacteur, c'est finalement le BAe Hawk produit sous licence par Mc Donnell Douglas sous le nom de T-45A Goshawk, mono-réacteur, qui est  choisi en août 1983 pour des raisons de politique industrielle. En 2005, l'US Navy utilise 75 exemplaires du T-45A et 86 du T-45C, à l'avionique améliorée, pour la formation de ses pilotes, ceux de l'US Marine Corps et ceux de certaines marines étrangères comme la Marine nationale française.

### Le projet d'Alpha Jet 2 NGEA
L'Alpha Jet 2, initialement l'Alpha Jet NGEA (Nouvelle Génération École/Appui), est une version d’entraînement et d’attaque dérivée du Mirage 2000 (désignateur laser, VTH, centrale inertielle de navigation) compatible avec le missile air-air Matra Magic 2 et dotée d'un turboréacteur Turbomeca Larzac 04-C20 plus puissant (10 % de poussée supplémentaire). Il est supposé que l'unique prototype de l'Alpha Jet 2 NGEA qui a volé est l'un des quatre prototypes originels ayant été mis à jour avec les nouveaux équipements.

### Le projet d'Alpha Jet 3Lancier(1989)
Il s'agit d'une version d’attaque tout temps dérivée du NGEA et pourvue d’équipements infra-rouge FLIR ainsi que d'une capacité en armement étendue.
L'Alpha Jet 3 « Lancier » devait avoir un cockpit tandem équipé d'affichages multifonctions (MFD). Il devait pouvoir porter les systèmes AGAVE ou le radar Anemone, un système de vision infra-rouge FLIR, un système d'acquisition laser de cibles et un ensemble de contremesures modernes.

### Le projet d'Alpha Jet M pour la Marine nationale (1990-1994)
Confrontée à l'usure du Fouga CM.175 Zéphyr utilisé par la flottille 59.S depuis 1960 pour l'entraînement à l'appontage, la Marine nationale étudie avec bienveillance les projets de 1986 et 1988 de Dassault Aviation. Des approches par un Alpha Jet sont simulées du 18 au 29 juin 1990, au moment des essais du Super-Étendard Modernisé (SEM) et de l'Étendard IV P modernisé, sur le Clemenceau (R98). Cette version M, qui serait produite à quarante exemplaires, comporterait un train d'atterrissage renforcé, une crosse d'appontage et serait motorisée par deux Snecma/Turbomeca Larzac 04-C6/20 délivrant 13 % de poussée supplémentaire. En juin 1991, la Marine nationale étudie également l'acquisition du McDonnell Douglas T-45 Goshawk comprenant un nouveau cockpit à deux écrans cathodiques, un capteur laser, un GPS, un canon de 20 mm en nacelle et qui serait motorisé par un Rolls-Royce plc/Turbomeca F405/401, version navalisée de l'Adour Mk871. Finalement, après le retrait des Zéphyr en 1994, l'État-major convient d'entraîner ses pilotes aux États-Unis à la Naval Air Station Meridian (Mississippi).

## Utilisateurs

Utilisateurs actuels
Anciens utilisateurs

- Cameroun (6 avions en service)

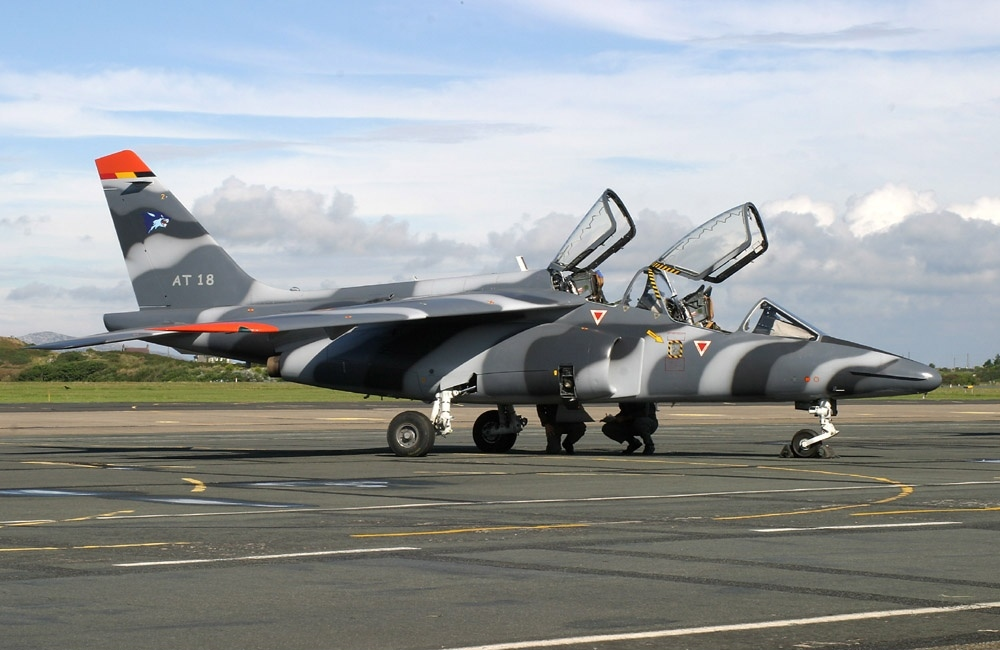
Alpha Jet 1B+ de la Composante Air de l'armée Belge, en 2004.

  - Armée de l'air du Cameroun - Depuis 1984, 6 Alpha Jet MS2 sont affectés au 301e Escadron de Garoua.
- Égypte (40 avions en service)
  - Force aérienne égyptienne - 30 Alpha Jet MS1 (26 assemblés par l'Industrie Aéronautique Égyptienne (AOI) à Hélouan) et 15 MS2 (11 assemblés en Égypte) sont réceptionnés à partir de 1978 afin de remplacer les L-29, MiG-15 et MiG-17. Afin d'améliorer leur capacité d'attaque au sol, les appareils sont équipés d'une avionique améliorée.
- France (75 avions en service en 2015 sur 89 en parc)
  - Armée de l'Air - 176 Alpha Jet E sont perçus entre décembre 1978 et juillet 1990 afin de remplacer les T-33, Fouga Magister, et Mystère IV au sein des centres de formation. La Délégation générale pour l'armement française a notifié le 31 décembre 2007 un contrat de 22,6 millions d'euros à Thales Avionics et à la SABCA, filiale de Dassault Aviation, un programme de modernisation portant sur vingt appareils, qui reçoivent des équipements semblables aux Alpha Jet belges : centrale de navigation inertielle couplée avec un récepteur GPS, un viseur tête haute, des conduites de tir air-air et air-sol, etc. Le premier avion modernisé a été livré mi-2009[15]. En 2016, 75 appareils[16] étaient employés, dont 12 affectés au sein de la patrouille de France depuis 1981 sur les 89 en parc. À partir de 2019, les Alpha Jet de la base aérienne 705 Tours sont remplacés par 17 Pilatus PC-21 stationnés à la base aérienne 709 de Cognac pour l'École d’Aviation de Chasse. En 2021, 80 sont en parc et il est prévu en juin 2021 d'en conserver 53 après 2023 pour l’Escadron d'entraînement 3/8 Côte d'Or, chargé de la mission « agressors » et pour la Patrouille de France[17].
  - En 2024, DGA Essais en Vol [DGA EV], mène une étude sur la prolongation de la durée de vie de ces avions. Quatre appareils sont instrumentés pour permettre à Dassault Aviation de « cibler au plus juste les efforts mécaniques subis par les Alphajet de la Patrouille de France [PAF] » et de « faire une projection sur leur utilisation future dans le cadre de leur utilisation. Le ministère des Armées assure que la PAF ne serait « pas remise en question au-delà de 2032 ». Selon la dernière édition des Chiffres clés de la Défense de 2024, la France fait voler 72 exemplaires, dont 51 dédiés à l'entraînement et 21 affectés à la Patrouille de France [PAF].
  - Selon le ministère des Armées, pour son remplacement, « toutes les solutions » sont « envisageables et étudiées, notamment avec le Royaume-Uni et l’Espagne ». La solution consistera à développer ou à acquérir un avion modulaire répondant à la fois aux besoins de patrouille, de formation, mais également d’avion de complément[18].
  - En décembre 2024, douze appareils sont vendus au Nigéria : six remis en service, et les six autres comme réservoir de pièces détachées[19].

- Maroc (23 avions en service)

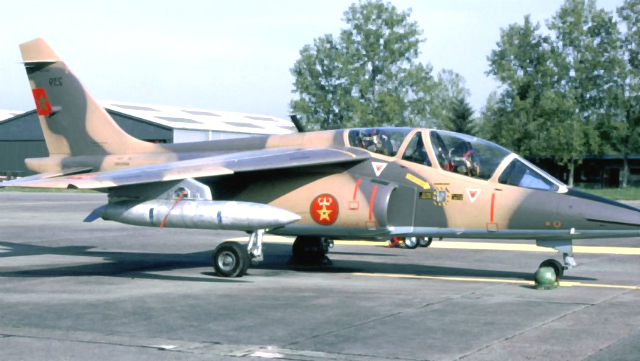
Un Alpha-jet des Forces royales air marocaines.

  - Forces royales air marocaines - Entre 1979 et 1981, 24 Alpha Jet E sont réceptionnés et exploités par un escadron d'entrainement et un escadron d'attaque au sol, tous deux stationnés sur la base aérienne de Meknès. Les Alpha Jet ont été employés dans des missions d'appui contre le Front Polisario pendant la guerre du Sahara occidental. Un appareil a été abattu en décembre 1985.

- Nigeria (11 avions en service)

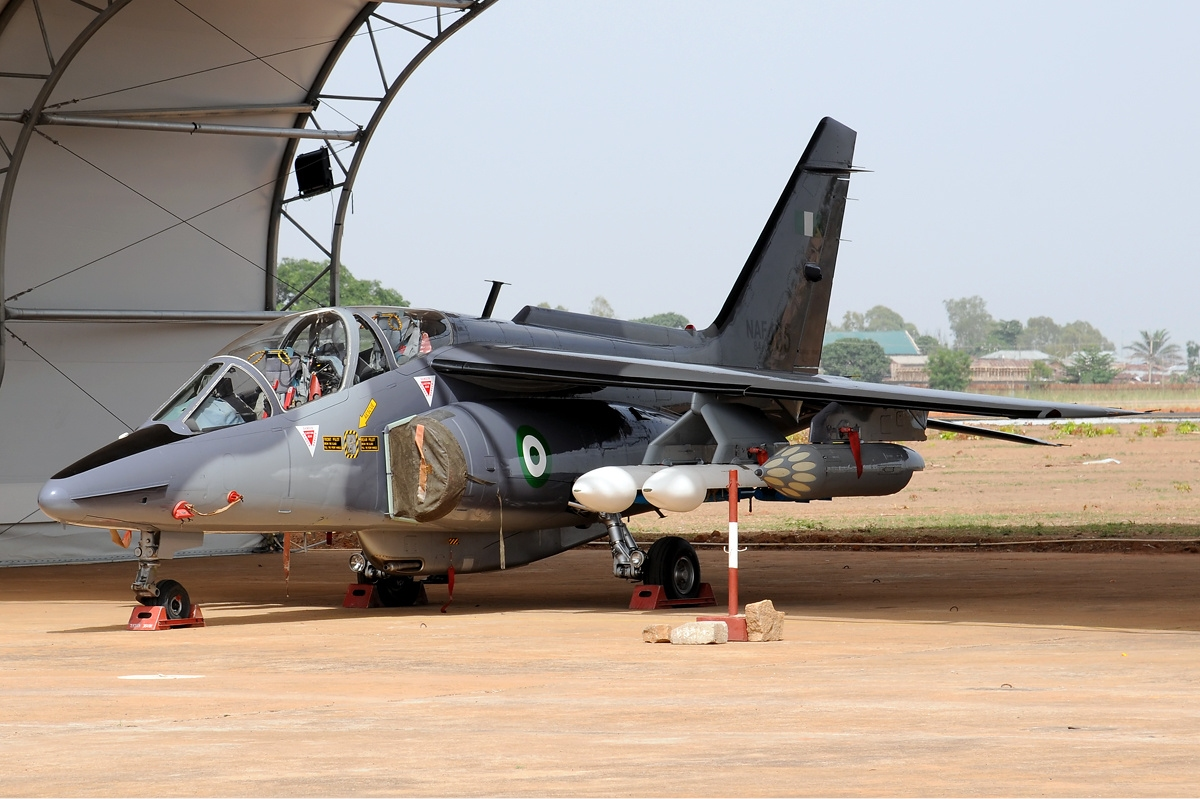
Un Alpha-jet E du Nigeria en configuration d'attaque au sol.

  - Force aérienne nigériane - 24 Alpha Jet E sont reçus à partir de 1978. En 1990, 4 Alpha Jet sont déployés afin d'appuyer les forces du ECOMOG stationnées au Liberia, qui ont été engagées en combat avec le Front national patriotique du Liberia. En 1992, 6 Alpha Jet nigérians sont placés directement sous le commandement de l'ECOMOG afin d'effectuer des frappes aériennes contre le FNPL. Le Nigéria a fait moderniser trois de ses appareils en 2012-2013[20]. Ces appareils ont été utilisés afin de lutter contre Boko Haram sur le territoire nigérian. En 2013, des Alpha Jet sont déployés à Niamey, au Niger, afin d'appuyer les troupes de la MISMA. En 2013, un appareil s'écrase lors de l'opération MISMA[20]. Au début d'octobre 2014, Boko Haram a publié une vidéo contenant la décapitation d'un pilote d'un Alpha Jet de la force aérienne nigériane abattu prétendument capturé. En 2015, deux Alpha Jet A ex-Luftwaffe, en provenance de l'entreprise américaine Air USA, sont rachetés par le Nigeria. En 2017, neuf Alpha Jet E et deux Alpha Jet A semblaient être en état de vol.
  - En décembre 2024, douze appareils sont achetés en France : six remis en service, et les six autres comme réservoir de pièces détachées[19].
- Qatar (6 avions en service)
  - Force aérienne de l'Émir du Qatar - Six Alpha Jet E reçus en 1979 sont affectés au 11e Escadron d'Appui Aérien Rapproché.
- Thaïlande (dix-huit avions en service)
  - Force aérienne royale thaïlandaise - Vingt-cinq Alpha Jet A sont rachetés à l'Allemagne, en 1999, pour un montant de 1 million de Baths, soit 27 000 $ par appareil. Ils remplacent les OV-10 Bronco dans la surveillance des frontières thaïlandaises au sein du 231e Escadron d'Attaque de la 23e Escadre[21].
- Togo (cinq avions en service)
  - Force aérienne togolaise - Alpha Jet E affectés à la Base de Chasse de Niamtougou.

### Anciens utilisateurs
- Belgique

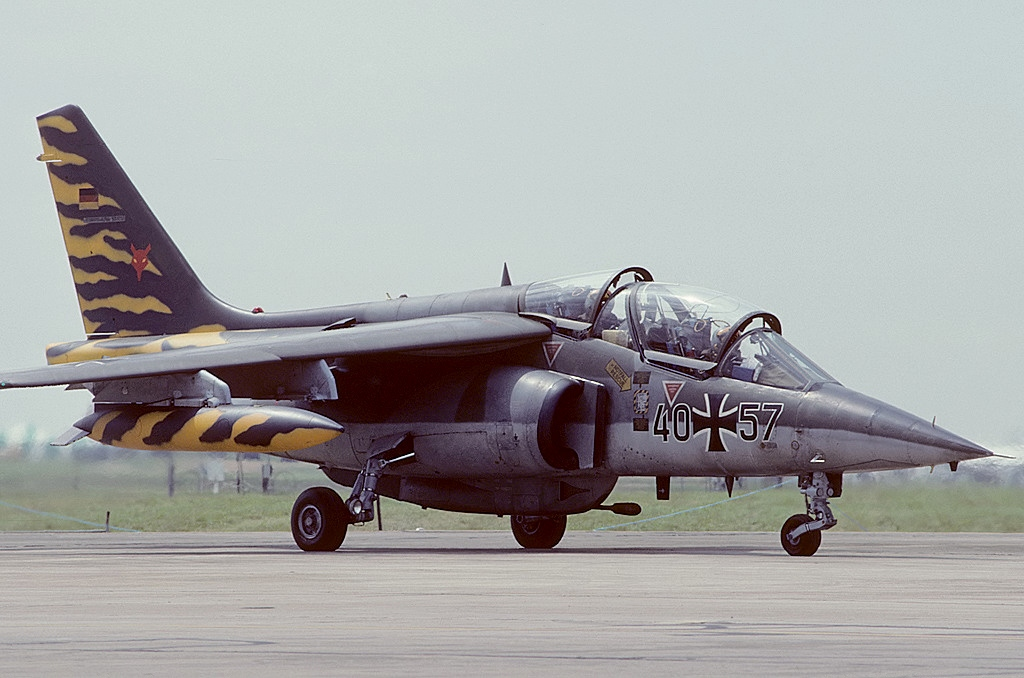
Un Alpha Jet A du 43e Escadron de Chasseurs-Bombardiers de la Luftwaffe, au Royal International Air Tattoo en 1991

  - Composante Air - 33 exemplaires commandés et assemblés par la SABCA sous la désignation Alpha Jet 1B, livrés entre 1978 et 1980. En 2000, l'armée belge a fait évoluer ses exemplaires en Alpha Jet 1B+, en les équipant d'une centrale de navigation inertielle couplée avec un récepteur GPS, d'un affichage tête haute et d'un système 3 M[22]. En octobre 2018 les 29 avions sont retirés du service. En octobre 2018, 25 exemplaires sont mis en vente[23], en juillet 2020 ils sont achetés par l'entreprise Top Aces.
- Allemagne
  - Luftwaffe - 175 Alpha Jet A sont reçus entre 1979 et 1983 afin de remplacer les Fiat G.91 en tant qu'avions d'attaque au sol. En 1992, la Luftwaffe commence à réduire sa flotte d'Alpha Jet A en n'en conservant que 45 exemplaires. 50 appareils sont offerts au Portugal en 1993, Les derniers appareils sont retirés en 1998. En 1999, 25 Alpha Jet sont vendus à la Thaïlande et douze à l'entreprise britannique Defence Evaluation and Research Agency (aujourd'hui QinetiQ). Une vingtaine d'appareils sont achetés par Top Aces.
- Côte d'Ivoire
  - Armée de l'air ivoirienne - Sept Alpha Jet E stationnés à Bouaké. En 2004, à la suite d'une frappe aérienne sur les Casques bleus français par les forces ivoiriennes (Bombardement de Bouaké), l'armée française détruisit tous les aéronefs ivoiriens. À ce jour, aucun appareil ne semble être en état de vol.

- Portugal

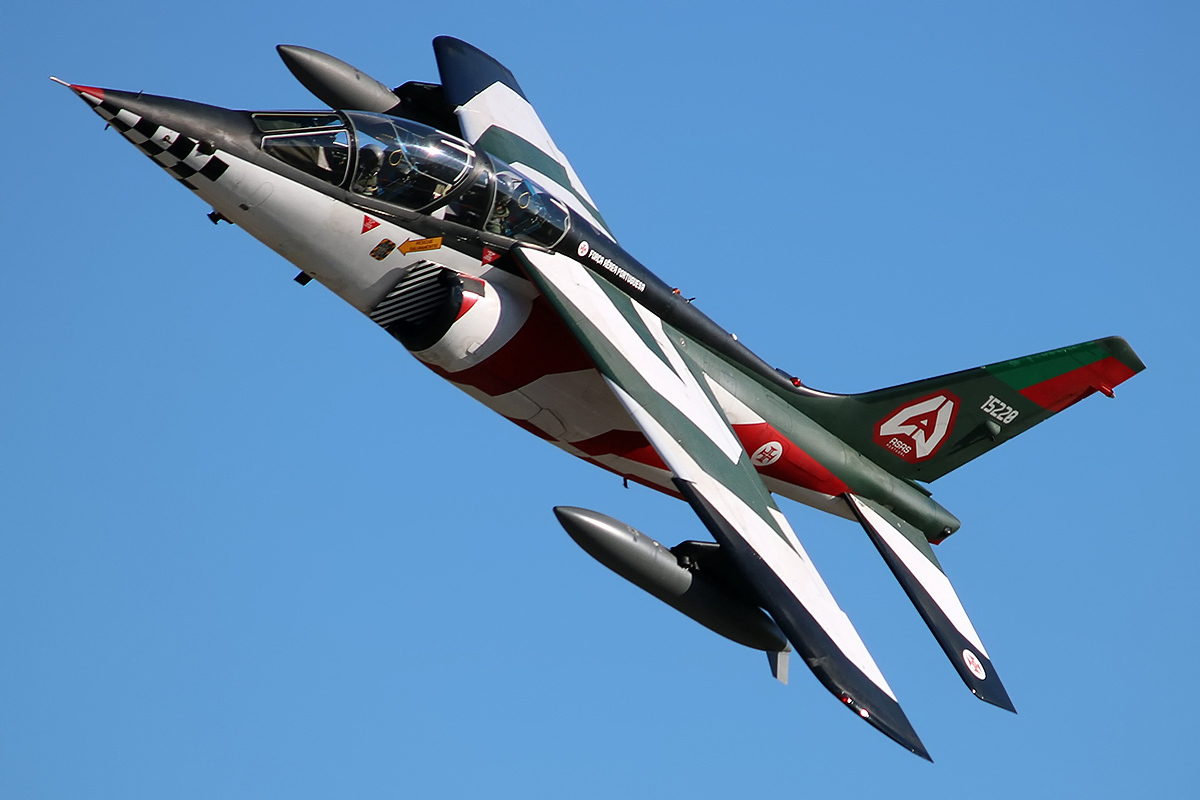
Alpha Jet A de l'équipe de l'Asas de Portugal de la Força Aérea Portuguesa.

  - Force aérienne portugaise - 50 Alpha Jet A acquis en 1993 auprès de la Luftwaffe afin de remplacer les T-38 Talon et Fiat G.91. Ils furent utilisés par l'équipe acrobatique Asas de Portugal de 1997 à 2010. Les dix derniers aéronefs, réformés en janvier 2018, opéraient au sein du 103e Escadron Caracóis (en français : « Escargots ») sur la base aérienne de Beja[24]. Ils servaient à la formation des pilotes pour la transition sur les avions de combat F-16AM/BM.

### Utilisateurs civils
- Autriche
  - Flying Bulls (4 avions) - En 2000, l'entreprise achète 2 Alpha Jet A à la Luftwaffe. Elle acquiert 2 nouveaux appareils auprès de la société Fairchild Dornier en 2001. L'entreprise reçoit l'autorisation d'utiliser en vol ces 2 appareils, en 2002. En 2003, elle achète 2 autres Alpha Jet. Depuis l'été 2015, sur les 4 Alpha Jet utilisés en vol par la société, 3 étaient immatriculés en Autriche (OE-FAS, OE-FDM, OE-FRB).et 1 en Allemagne (D-ICDM)[25].

- Canada
  - Top Aces (en) - 16 Alpha Jet A de la Luftwaffe ont été acquis par la société Discovery Air Defence Services (DADS) qui les a mis en service depuis décembre 2005[26]. Certains appareils ont conservé leur camouflage de la Luftwaffe, tandis que quelques-uns ont été repeints dans un camouflage désert ou nordique. En 2017, DADS est racheté et renommé Top Aces. En juillet 2020, alors qu'elle dispose de 29 Alpha Jet d'origines diverses[27], elle acquiert 25 Alpha Jet de la Composante Air Belge[28].

- États-Unis
  - Air USA (Edgewood, New Mexico?) : ? avions[29]. Le 18 octobre 2019, le département de la Défense des États-Unis a attribué le contrat ADAIR (adversary air) d'une valeur 6,4 milliards de dollars sur cinq ans à sept entreprises de services de sécurité et de défense dont Air USA[30]. La flotte de la société comprend également des Hawk, des L-59 Albatros et des PC-9/A[29].

#### Anciens utilisateurs civils
- Royaume-Uni

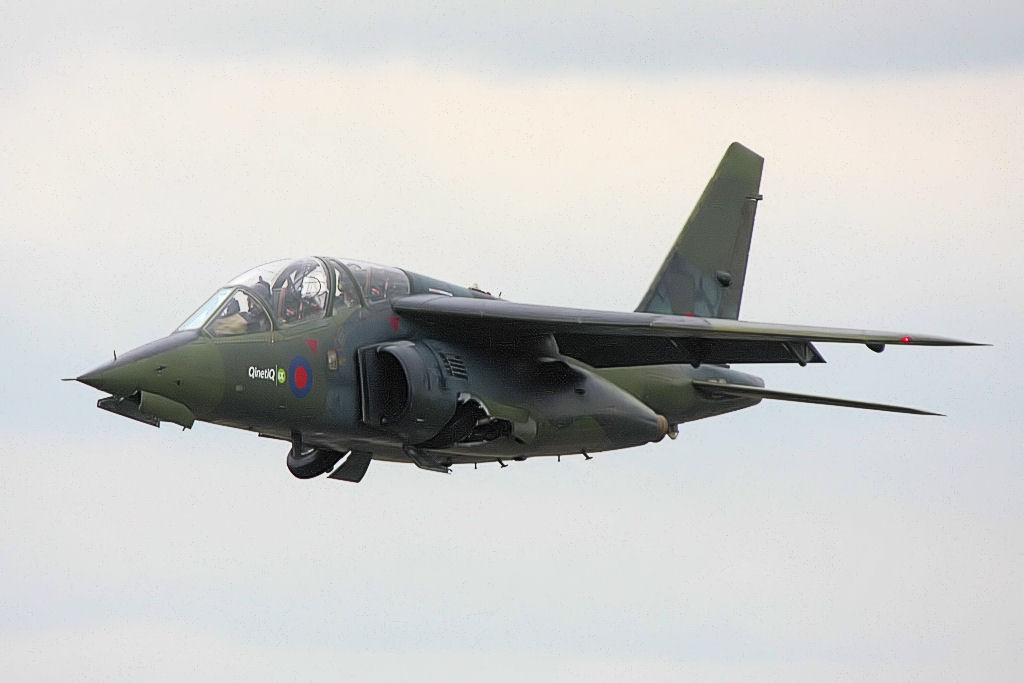
Décollage d'un Alpha Jet A de la société QinetiQ lors du RIAT 2008.

  - QinetiQ (12 avions) - En 1999, 12 Alpha Jet A sont achetés à la Luftwaffe par l'Agence d'Évaluation et de Recherche de la Défense britannique (Defence Evaluation and Research Agency). Lors de sa privatisation en 2001, les Alpha Jet A sont absorbés par la nouvelle entreprise QinetiQ. Les appareils arborent les couleurs britanniques sur leur fuselage. Les appareils sont retirés du service le 31 janvier 2018.

## Accidents

### Armée de l'air française

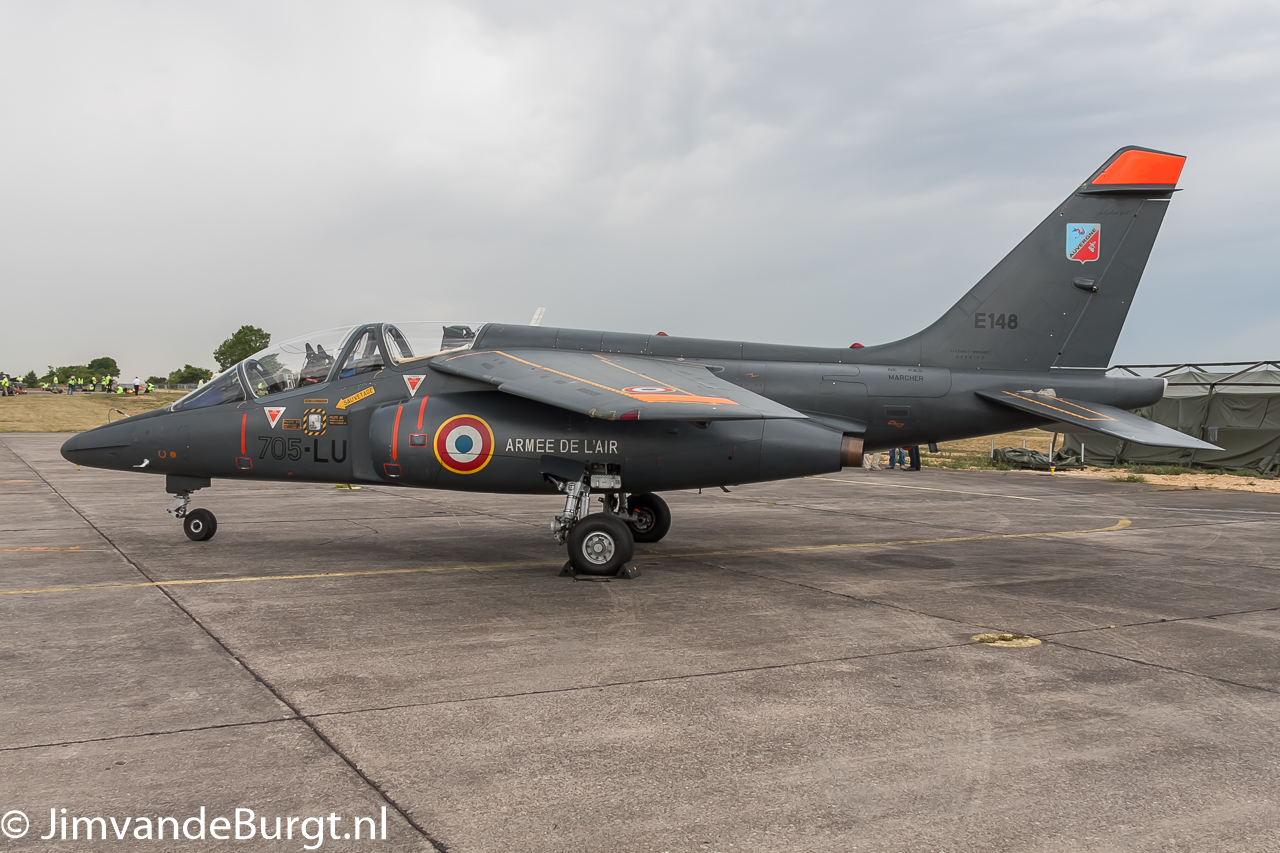
Alpha Jet E148 (immatriculé 705-LU) sur la Base aérienne 133 Nancy-Ochey.

- Le 23 juin 1976, le prototype no 4, immatriculé F-ZWRX, appartenant à la direction générale de l'Armement, s'écrase à Mont-de-Marsan au cours d'un vol avec un seul moteur, train d'atterrissage sorti. Le commandant René Boffy et le capitaine Jean-Claude Brosset meurent dans l'accident.
- Le 16 septembre 1978, les moteurs de l'Alpha Jet E2, immatriculé 118-BQ, appartenant au Centre d'expériences aériennes militaires (CEAM), s'éteignent au cours d'un vol de démonstration au Caire. L'officier égyptien Samir Farid s'éjecte à quelques mètres du sol et se blesse à l'atterrissage. Le capitaine Jean-Marie Saget parvient à faire atterrir l'appareil sur le ventre dans un champ de mines. Blessé lors de l'atterrissage, il est transféré à l'hôpital le plus proche.
- Le 18 mai 1979, au cours d'un vol d'essai, le prototype no 2, immatriculé F-ZWRU, appartenant à la direction générale de l'Armement, se pose dans la plaine de Crau, moteurs éteints, en raison d'une panne de carburant. L'avion largue ses six bombes de 250 livres près de la route reliant Arles à Fos. Le pilote est sain et sauf. Les dégâts sont assez importants et nécessitent plusieurs mois de réparations.
- Le 29 janvier 1981, l'Alpha Jet E71, appartenant au constructeur et devant être livré à l'Armée de l'Air, s'écrase près de Toulouse au cours d'un vol d'essai. Le pilote d'essai Bernard Witt déclenche une vrille à 45 000 pieds (13 000 mètres). La gouverne de profondeur se bloque et le pilote ne parvient pas à remettre l'avion à plat. Il s'éjecte sain et sauf.
- Le 7 octobre 1981, l'Alpha Jet E62 de la Patrouille de France, piloté par le commandant des EPAA, s'écrase près d'Artigues. Le pilote, le lieutenant-colonel Guy Charvet, ne s'éjecte pas et est tué.
- Le 18 janvier 1982, au cours d'un vol d'entraînement, l'Alpha Jet E54 Athos 8 de la Patrouille de France s'écrase à Salon-de-Provence. Le lieutenant Gérard Tardif est tué.
- Le 14 avril 1982, le prototype no 1, immatriculé F-ZRWO, appartenant à la direction générale de l'Armement, s'écrase au cours d'un vol d'essai, près de Istres. Le capitaine Sirot est tué.
- Le 17 août 1983, l'Alpha Jet E78 immatriculé 314-UG de l'École d'aviation de chasse de Tours s'écrase. Le pilote, l'aspirant Plasse, et l'instructeur parviennent à s'éjecter.
- Le 4 septembre 1983, au cours d'un meeting au-dessus de l'aérodrome de Niort, alors qu'ils effectuent une manœuvre consistant au croisement de deux groupes de quatre avions, deux Alpha Jet de la Patrouille de France se percutent en vol. Le capitaine Patrick Badin parvient à s'éjecter en sécurité. L'autre pilote, le lieutenant Jean-Marie Vuillamy, s'écrase avec son appareil et est tué.
- Le 14 janvier 1985, l'Alpha Jet E111 immatriculé 8-NA, de l'Escadron de Chasse 2/8 Nice de Cazaux, s'écrase en zone boisée, dans la commune de Mios, au cours d'un atterrissage de nuit. L'aspirant Georges Avocat-Benan est tué[31].
- Le 8 avril 1986, deux Alpha Jet de la base aérienne de Cazaux s'abîment en mer, au large de la Charente-Maritime après une collision en vol. Le commandant Larroque, leader de la patrouille au moment de l'accident, percuté par son équipier lors d'une manœuvre de combat défensif, s'éjecte dans l'explosion en vol des deux avions à 36 000 ft. Il est récupéré en mer deux heures après la collision par un hélicoptère SAR de l'Escadron 1/67 Pyrénées de Cazaux et transféré à l'hôpital militaire de Bordeaux. Le pilote équipier-solo, le lieutenant Dufour, et le passager de l'avion leader, l'aspirant Fulberti ne parviennent pas à s'éjecter et sont portés disparus.
- Le 25 juillet 1987, au cours d'un meeting au-dessus de l'aérodrome d'Annemasse, les Alpha Jet Athos 7 et Athos 8 de la Patrouille de France se percutent en vol. L'un des deux pilotes s'éjecte tandis que le second appareil atterrit.
- Le 18 février 1988, l'Alpha Jet E6 immatriculé 314-TH de l'École d'aviation de chasse de Tours s'écrase près de Vouzailles. Le moniteur, le commandant Garbani s'éjecte sans encombre. L'élève-pilote, le lieutenant Chavand est grièvement blessé à la suite de son éjection.
- Le 13 février 1991, au cours d'un vol d'entraînement au-dessus de la Camargue, les Alpha Jet Athos 7 et Athos 8 de la Patrouille de France (E39 et E172) se percutent et s'abîment en mer. Le capitaine Louis parvient à s'éjecter, sain et sauf. Le second pilote, le capitaine Georget Lenne, est tué.
- Le 13 avril 1992, au cours d'un vol d'entraînement, l'Alpha Jet Athos 8 de la Patrouille de France s'écrase dans des vignes près de Salon-de-Provence. Le pilote, le capitaine Didier Bossert, s'éjecte. Son parachute se met en torche, il est tué[32],[33].
- Le 10 juin 1993, lors d'un entraînement, l'Alpha Jet Athos 8 de la Patrouille de France s'écrase dans un champ, à proximité de l'aérodrome de Cameri (Italie). Les deux pilotes s'éjectent et ne souffrent que de quelques blessures[34].
- Le 11 avril 2002, à la suite d'un vol d'entraînement, l'Alpha Jet E175 Athos 4 de la Patrouille de France pique du nez lors de l'amorce d'un virage avant de se poser. L'avion s'écrase dans l'enceinte de la base aérienne de Salon-de-Provence. Le pilote, le capitaine Daniel Marchand, s'éjecte trop tard et est tué[35].
- Le 1er juillet 2004 vers 15 h 40, l'Alpha Jet E161, immatriculé 8-MK, affecté à l'Escadron de Transition Opérationnelle 1/8 Saintonge de Cazaux, s'écrase à Hourtin, dans la réserve nationale des Dunes des Grands Monts, à la suite d'un problème de contrôle de l'appareil. Les deux pilotes s'éjectent de l'appareil.
- Le 13 avril 2010, lors d'un entraînement, l'Alpha Jet E122 Athos 8 de la Patrouille de France s'est écrasé vers 10 h 15 à proximité de l'aérodrome d'Orange Plan de Dieu, alors qu'il effectue une manœuvre seul. Le pilote, le capitaine Sylvain Courtot, s'éjecte à environ 10 mètres du sol et atterrit avec son parachute à quelques mètres de l'avion. Il est blessé[36] et ne peut reprendre son poste.

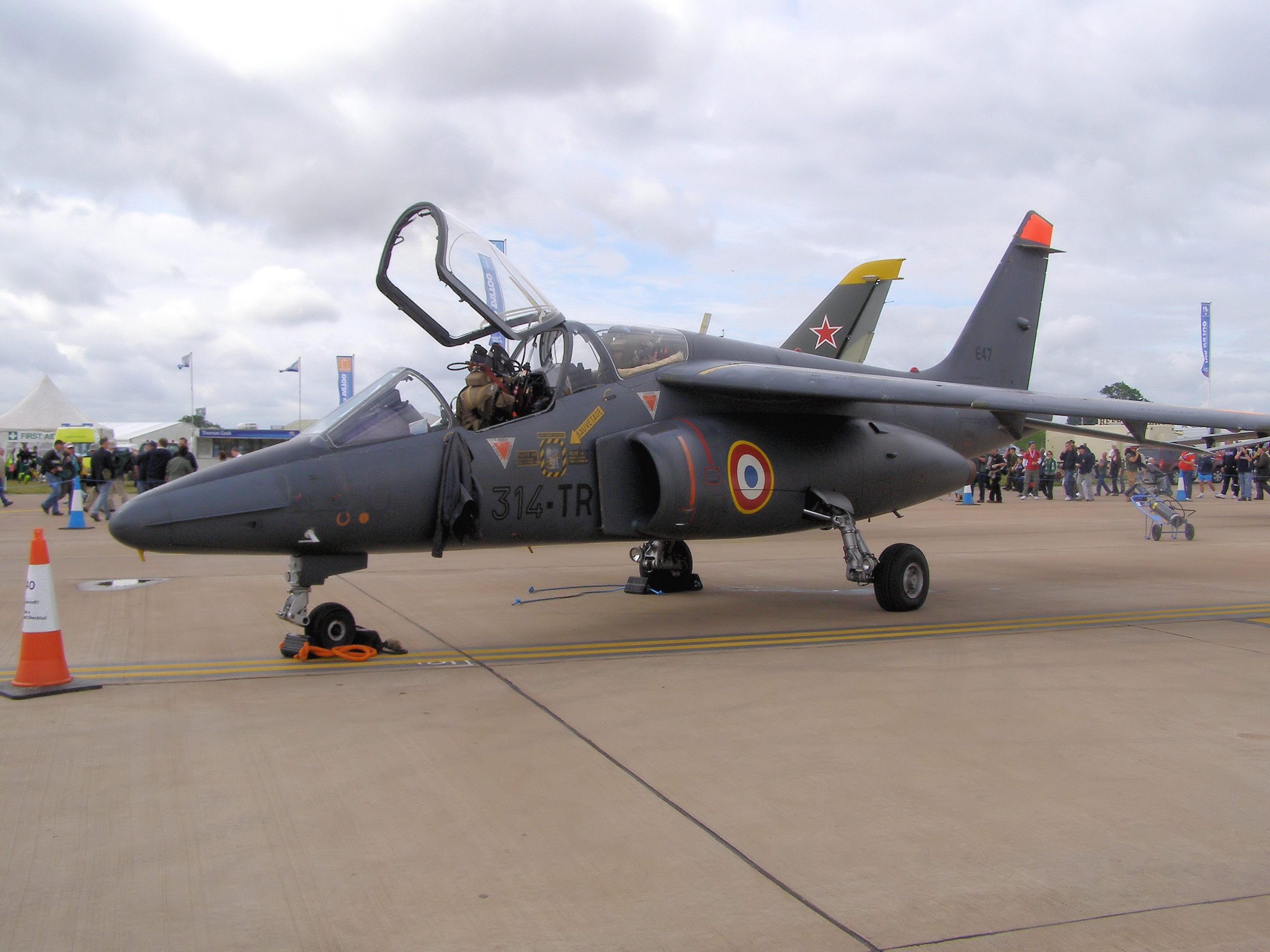
Alpha Jet E47 (immatriculé 314-TR) sur le tarmac de la base aérienne de Fairford (Royaume-Uni) en juillet 2007.

- Le 10 décembre 2014, l'Alpha Jet E155 immatriculé 705-NP, appartenant à la base aérienne 705 de Tours, s'est écrasé vers 17 h 30 sur un bâtiment des foyers de vie de l'ADAPEI de Vouvray (Indre-et-Loire) au lieu-dit la Bellangerie[37],[38]. L'appareil aurait rencontré un incident à la suite de son décollage pour une mission d'entraînement nocturne. Sans espoir de pouvoir le ramener, le pilote et son instructeur ont visé une zone considérée comme inhabitée, pour écraser leur appareil. Ils se sont éjectés. Malheureusement, le foyer se trouvait dans cette zone sombre et l'appareil serait tombé dans le réfectoire, tuant un homme de soixante trois ans, habitué du foyer, et blessant six autres personnes dont une gravement. Un témoin a déclaré à France-Bleu Touraine avoir entendu « un bruit de pétard, de gaz qui s'enflamme ». Le pilote et son instructeur sont sains et saufs.
- Le 26 janvier 2015, les Alpha Jet E47 et E96, immatriculés 120-AC et 120-TC, affectés à escadron d'entraînement 2/2 Côte d'Or de Cazaux, sont détruits lors du crash d'un F16 grec qui, juste après son décollage, vient heurter les avions au sol, sur la base de l'OTAN d'Albacete (Espagne), au cours d'un exercice. L'accident fait onze morts et plusieurs blessés graves de plusieurs nationalités. Deux Mirage 2000D sont également perdus tandis que deux Rafale B sont endommagés lors de l'accident.
- Le 25 juillet 2019 en fin de matinée, à la suite d'un exercice de repérage à Saint-Cyprien pour une représentation prévue l'après-midi, l'Alpha Jet Athos 2 fait une sortie de piste à l'aéroport de Perpignan, finissant sa course sur la route départementale D117. Le capitaine Jean-Philippe Tanguy est légèrement blessé après s'être éjecté. Un défaut de fonctionnement du système de freinage gauche de l'avion est mis en cause par le pilote et confirmé par l'enquête[39].
- Le 25 mars 2025 vers 15 h 30, deux Alpha Jet de la Patrouille de France se sont écrasés dans la région de Saint-Dizier. Ils sont entrés en collision lors d'une manœuvre en formation de 6 appareils, pendant une séance d'entraînement. Les deux pilotes, ainsi qu'un troisième pilote installé en passager, ont pu s'éjecter et ont été récupérés par les services d'urgence. L'un des appareils s'est écrasé sur les silos d'une cimenterie, déclenchant un incendie, mais sans occasionner de blessés au sol[40].

### Luftwaffe

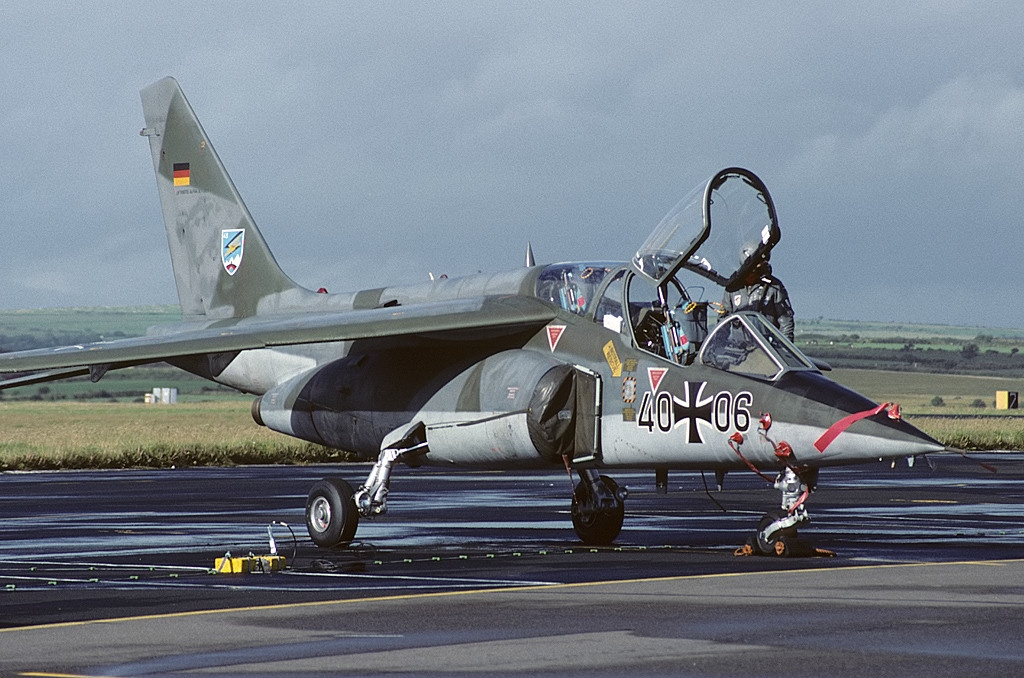
Alpha Jet A (immatriculé 40+06) en 1988.

Entre 1982 et 1990, la Luftwaffe a perdu un total de sept Alpha Jet dans des accidents en vol. Deux pilotes allemands et deux pilotes britanniques ont péri au cours de ces accidents.
- Le 19 avril 1982, l'Alpha Jet A55, immatriculé 40+55, affecté au 49e Escadron de chasseurs-bombardiers de Fürstenfeldbruck, entre en collision avec un autre Alpha Jet au-dessus de Brunnen. Le major Hans Vinnemeier s'éjecte sain et sauf tandis que le second appareil rejoint la base aérienne de Neubourg avec des dommages légers.
- Le 10 novembre 1983, l'Alpha Jet A19, immatriculé 40+19, affecté au 43e Escadron de chasseurs-bombardiers d'Oldenbourg, s'écrase à 400 mètres de la piste 10 dans un brouillard épais. Le lieutenant Harald Rödiger est tué.
- Le 2 avril 1985, l'Alpha Jet A169, immatriculé 41+69, affecté au 43e Escadron de chasseurs-bombardiers d'Oldenbourg s'écrase près de Cloppenburg. Les deux membres d'équipage, le lieutenant Uwe Marx et le major Hans-Rudolf Ibsch, s'éjectent sains et saufs.
- Le 15 avril 1987, l'Alpha Jet A10, immatriculé 40+10, affecté au 41e Escadron de chasseurs-bombardiers de Husum-Schwesing, s'abîme dans la mer du Nord, entre les îles de Rømø et de Mandø (Danemark), au cours d'un exercice de tir. Le pilote ne s'éjecte pas et est tué.
- Le 24 novembre 1987, l'Alpha Jet A83, immatriculé 40+83, affecté au 41e Escadron de chasseurs-bombardiers de Husum-Schwesing, s'abîme dans la mer du Nord. Le pilote s'éjecte et est sauvé par un chalutier.
- Le 13 janvier 1989, l'Alpha Jet 87, immatriculé 40+87, affecté au 43e Escadron de chasseurs-bombardiers d'Oldenbourg s'écrase près de Wiesmoor après être entré en collision avec un Tornado de la Royal Air Force. Ce jour-ci, un Tornado, en provenance de Brüggen, effectue une mission à basse altitude lorsqu'il entre en collision avec un Alpha Jet de la Luftwaffe, d'une formation de quatre appareils à destination de Wittmundhafen. Le pilote de l'Alpha Jet, le capitaine Hermann Späth, s'éjecte. Le Tornado s'écrase dans un champ, près de Hinrichsfehn, tuant les deux membres d'équipage.
- Le 13 mars 1990, l'Alpha Jet A60, immatriculé 40+60, affecté au 41e Escadron de chasseurs-bombardiers de Husum-Schwesing, s'abîme dans la mer du Nord, au large de Jever, après avoir percuté un groupe d'oiseaux. Le pilote s'éjecte sain et sauf.

### Composante Air Belge
Depuis 1980, la Composante Air Belge a perdu un total de quatre Alpha Jet provoquant la mort de trois pilotes belges.
- Le 30 juillet 1980, l'Alpha Jet AT04 s'écrase à Nalinnes après une perte de vitesse au cours d'un vol acrobatique. L'adjudant Krauthausen est tué.

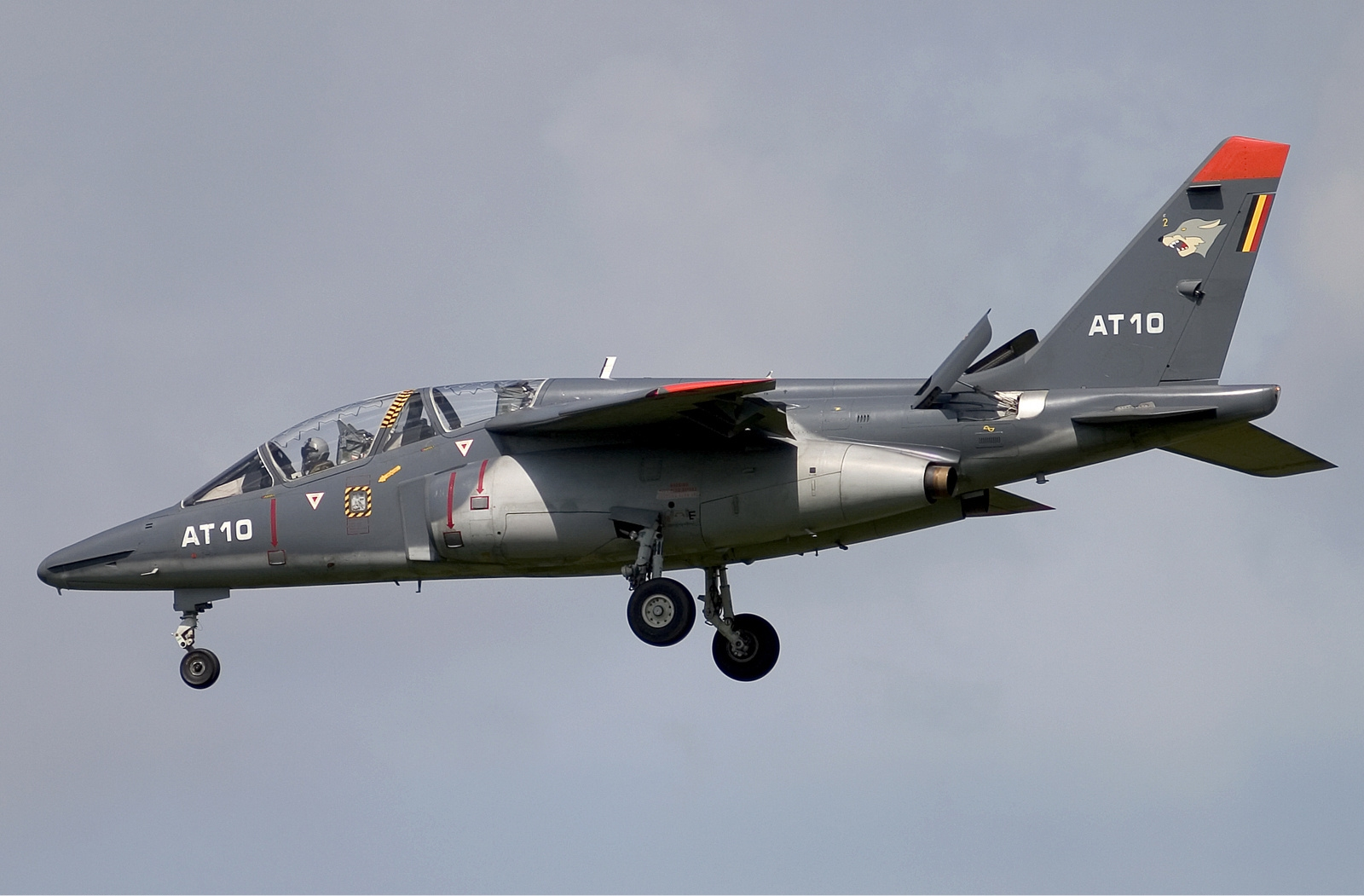
Alpha Jet AT10 de la Composante Belge en juin 2004.

- Le 22 novembre 1984, l'Alpha Jet AT07 s'écrase près du sommet du mont Feldberg (Allemagne), à 1 493 m d'altitude, après être entré en collision avec un pylône radio. Les deux membres d'équipage, le commandant Boulard et le lieutenant Poulaint, s'éjectent mais sont tués.
- Le 19 avril 1999, vers 17 h 15, les Alpha Jet AT09 et AT16 entrent en collision au cours d'une séance de voltige aérienne dans le ciel de base aérienne de Beauvechain. Les deux pilotes, les commandants De Schrijver et Meunier, s'éjectent et l'un d'eux est légèrement blessé. Les appareils sont tombés à Beauvechain, à la limite de la frontière avec Bierbeek, et ont été complètement détruits.
- Le 20 juillet 1999, l'Alpha Jet AT10 sort de la piste lors de son atterrissage, provoquant l'affaissement de la roue de nez et d'importants dégâts à l'avant du fuselage. L'instructeur s'est éjecté au moment de la perte de contrôle de l'appareil mais a subi une triple fracture de la jambe au contact du sol. L'élève-pilote est resté dans l'appareil et est indemne. L'étendue des dégâts à la partie avant de l'avion a nécessité sa réparation dans les usines Dassault.

### Forces royales air marocaines
- Le 23 juillet 2025 un Alphajet s’est écrasé à proximité de l’aéroport de Fès-Saïss, lors d’une mission d’entraînement. L’accident a coûté la vie à deux officiers des Forces royales air, un commandant et un capitaine[41].

### Force aérienne nigériane
- Le 27 octobre 1999, un Alpha Jet s'écrase dans le nord du Nigéria, tuant le capitaine Mohammed.
- En mai 2003, un Alpha Jet s'écrase tuant les commandants Scott et Eniaye.
- Le 27 janvier 2004, un Alpha Jet s'écrase près de Kano au cours d'un vol de nuit. Le commandant Adeniyi est tué.
- Le 17 juin 2013 vers 13 h 25, un Alpha Jet nigérian détaché au Mali, dans le cadre de la MISMA, s'écrase à 60 kilomètres à l'ouest de Niamey. L'état-major affirme que l'appareil n'était pas en mission de combat. Les deux pilotes sont tués.
- Le 12 septembre 2014, l'Alpha Jet NAF466 et ses deux membres d'équipage, affectés à la base aérienne d'Yola, sont portés disparus au cours d'une mission d'entraînement. Dans une vidéo publiée en octobre 2014, où l'on voit la décapitation d'un des pilotes de l'appareil, Boko Haram affirme avoir abattu l'avion.
- Le 24 mars 2016 vers 19 h, l'Alpha Jet NAF457 dérape et sort de la piste lors de son atterrissage sur la base aérienne de Yola à la suite de l'éclatement de l'un de ses pneus. L'appareil finit sa course dans un fossé. Les deux membres d'équipage se sont éjectés au moment de la perte de contrôle de l'appareil. Aucune victime n'est à déplorer.
- Le 31 mars 2021, l'Alfa Jet NAF475 s'écrase dans l'État de Borno tuant ses deux pilotes[42].
- Le 18 juillet 2021, un Dassault Alpha Jet de la force aérienne nigériane est abattu par des tirs venant du sol de « bandits » après avoir terminé une mission d'interdiction aérienne entre les frontières de l'État de Zamfara et de l'État de Kaduna ; le pilote est sain et sauf[43].

## Préservation
- Alpha Jet A18 : préservé par le Musée européen de l'aviation de chasse de Montélimar. Ancien de la Luftwaffe[44].
- Alpha Jet A44 (23144) : préservé au Royal Thai Air Force Museum (en)[45].
- Alpha Jet A61 : préservé au Flugausstellung Peter Junior à Hermeskeil[46].
- Alpha Jet A 15224 : préservé au Musée de l'air (pt) à Sintra[47].
- Alpha Jet E5 : préservé par l'association Ailes Anciennes Toulouse à Blagnac[48]. Il est aux couleurs de l'armée de l'air française[49].
- Alpha Jet E85 : préservé par le Conservatoire de l'air et de l'espace d'Aquitaine aux couleurs de la Patrouille de France[50].
- Alpha Jet E145 : préservé par le Musée de l'aviation de Lyon-Corbas sous les couleurs d'Athos 8 de la Patrouille de France[51].
- Alpha Jet 1B+ AT32 : préservé a musée du 1er Wing sur la Base aérienne de Beauvechain

### Aéronefs comparables
- Aermacchi S-211
- Aero L-39 Albatros
- BAe Hawk - McDonnell Douglas T-45 Goshawk
- CASA C-101
- FMA IA-63 Pampa
- IAR-99
- PZL I-22 Iryda
- Soko G-4 Super Galeb

### Ordre de désignation
Jaguar - Alpha Jet